# 勞雷爾克里克鎮區 (北卡羅萊納州沃托加縣)
勞雷爾克里克鎮區（英語：Laurel Creek Township）是位於美國北卡羅萊納州沃托加縣的一個鎮區。

## 地方資料
勞雷爾克里克鎮區的面積為68.63平方千米，皆為陸地。根據2020年美國人口普查的數據，當地共有人口2424人，而人口密度為每平方千米35.32人。